# Digna (Jura)
Digna es una localidad y comuna francesa situada en la región de Franco Condado, departamento de Jura, en el distrito de Lons-le-Saunier y cantón de Saint-Amour.

## Demografía
| 283 | 267 | 287 | 322 | 326 | 300 | 340 |
| Para los censos de 1962 a 1999 la población legal corresponde a la población sin duplicidades (Fuente: INSEE [Consultar]) |     |     |     |     |     |     |